# Viacheslav Dinerchtein
Viacheslav Dinerchtein (né le 30 octobre 1976) est un altiste biélorusse.
Il fait partie des éminents altistes de la nouvelle génération, et est un actif défenseur du répertoire peu connu de l'alto.

## Biographie
Né le 30 octobre 1976 à Minsk (Biélorussie), il émigre au Mexique en 1991 et ne cesse d'élargir depuis lors son activité musicale. Il se produit en récital ou avec orchestre à travers le Mexique, les États-Unis et le Canada, jouant à Carnegie Hall, au Kennedy Center (Washington DC), au Palacio de Bellas Artes (Mexico City) parmi d'autres stages et festivals.
Il a étudié avec son père Boris Dinerchtein, Joseph de Pasquale au conservatoire Peabody de Baltimore, et Roland Vamos. 
Il est installé à Zurich où son épouse d'origine suisse est violoniste. 
Il est membre de Mensa, une association internationale de personnes à QI très élevé. Il est aussi membre de la Fédération Internationale d'Echecs. 